# كأس كولومبيا 2010
كأس كولومبيا 2010 (بالإسبانية: Copa Colombia 2010)‏ هو موسم من كأس كولومبيا. كان عدد الأندية المشاركة فيه 36، وفاز فيه ديبورتيفو كالي.